# CD Elá Nguema
Club Deportivo Elá Nguema – klub piłkarski z Gwinei Równikowej, grający w Primera División, mający siedzibę w mieście Malabo.

## Historia
Klub został założony w 1976 roku. Swój pierwszy sukces osiągnął w 1980 roku, gdy zdobył Puchar Gwinei Równikowej. Po krajowy puchar sięgał również w latach 1981, 1982, 1983, 1992, 1997 i 2004. Zespół jest rekordzistą kraju pod względem zdobycia tytułów mistrzowskich. Wywalczył ich szesnaście w latach 1984, 1985, 1986, 1987, 1988, 1989, 1990, 1991, 1998, 2000, 2002, 2009, 2011, 2012, 2014 i 2016.

## Stadion
Domowe mecze klub rozgrywa na stadionie o nazwie Nuevo Estadio de Malabo w Malabo. Stadion może pomieścić 15250 widzów.

## Sukcesy
- Primera División:

mistrzostwo (16): 1984, 1985, 1986, 1987, 1988, 1989, 1990, 1991, 1998, 2000, 2002, 2009, 2011, 2012, 2014, 2016
- Puchar Gwinei Równikowej:

zwycięstwo (7): 1980, 1981, 1982, 1983, 1992, 1997, 2004

## Występy w afrykańskich pucharach
| Sezon | Rozgrywki                 | Runda   | Kraj                              | Klub                         | Dom | Wyjazd | Dwumecz                    |
| ----- | ------------------------- | ------- | --------------------------------- | ---------------------------- | --- | ------ | -------------------------- |
| 1980  | Puchar Mistrzów           | 1       | Togo                              | AC Semassi FC                | 1–0 | 0–4    | 1–4                        |
| 1982  | Puchar Zdobywców Pucharów | 1       | Kamerun                           | Union Duala                  | 0–2 | 1–6    | 1–8                        |
| 1983  | Puchar Zdobywców Pucharów | 1       | Zair                              | AS Vita Club                 | 0–1 | 0–4    | 0–5                        |
| 1986  | Puchar Zdobywców Pucharów | 1       | Burkina Faso                      | AS Fonctionnaires            | 0–0 | 1–3    | 1–3                        |
| 1987  | Puchar Zdobywców Pucharów | 1       | Nigeria                           | Abiola Babes                 | –   | –      | walkower dla Abiola Babes  |
| 1988  | Puchar Mistrzów           | wstępna |                                   | Étoile du Congo              | 0–1 | 0–4    | 0–5                        |
| 1989  | Puchar Mistrzów           | wstępna | Republika Środkowoafrykańska      | ASDR Fatima                  | 1–0 | 0–4    | 1–4                        |
| 1992  | Puchar Mistrzów           | wstępna | Angola                            | Primeiro de Agosto           | 2–3 | 0–3    | 2–6                        |
| 1993  | Puchar Zdobywców Pucharów | wstępna | Czad                              | Gazelle FC                   | 2–1 | 1–1    | 3–2                        |
| 1993  | Puchar Zdobywców Pucharów | 1       | Nigeria                           | El-Kanemi Warriors           | 0–0 | 0–4    | 0–4                        |
| 1998  | Puchar Zdobywców Pucharów | wstępna | Burundi                           | Vital’O FC                   | 3–2 | 1–2    | 4–4                        |
| 1999  | Liga Mistrzów             | wstępna | Wyspy Świętego Tomasza i Książęca | Santana FC                   | –   | –      | walkower dla CD Elá Nguema |
| 1999  | Liga Mistrzów             | 1       | Ghana                             | Hearts of Oak                | 0–3 | 0–6    | 0–9                        |
| 2000  | Puchar CAF                | wstępna | Mozambik                          | CD Chingale                  | 1–0 | 0–1    | 1–1 (k. 2–4)               |
| 2001  | Liga Mistrzów             | wstępna | Wyspy Świętego Tomasza i Książęca | Inter Bom-Bom                | 1–0 | 2–0    | 3–0                        |
| 2001  | Liga Mistrzów             | 1       | Nigeria                           | Julius Berger FC             | 0–3 | 0–5    | 0–8                        |
| 2003  | Liga Mistrzów             | wstępna | Togo                              | AS Douanes Lomé              | 0–0 | 0–1    | 0–1                        |
| 2005  | Puchar Konfederacji       | wstępna | Kongo                             | Munisport de Pointe-Noire    | 0–0 | 1–1    | 1–1                        |
| 2005  | Puchar Konfederacji       | 1       | Nigeria                           | Enugu Rangers                | 0–1 | 1–3    | 1–4                        |
| 2010  | Liga Mistrzów             | wstępna | Angola                            | Atlético Petróleos de Luanda | 2–3 | 1–6    | 3–9                        |
| 2011  | Puchar Konfederacji       | wstępna | Czad                              | Foullah Edifice FC           | 1–0 | 0–2    | 1–2                        |
| 2012  | Liga Mistrzów             | wstępna | Nigeria                           | Dolphins FC                  | 0–3 | 0–3    | 0–6                        |
| 2013  | Liga Mistrzów             | wstępna | Ghana                             | Asante Kotoko                | 0–1 | 0–7    | 0–8                        |
| 2015  | Liga Mistrzów             | wstępna | Togo                              | AC Semassi FC                | 1–1 | 0–1    | 1–2                        |

## Reprezentanci kraju grający w klubie
Stan na wrzesień 2016.
| - Ibrahim Agbo - Sisinio Bikoro - Deco - Viera Ellong - Emeterio Elo - Juan Simeon Esono - Landry - Leoncio Mba - Juan Mbo Ondo | - Juan Micha - Papú Nguema - Cristian Nzang - Felipe Ovono - El Hadji Touré - Gérard Adanhoumè - Rostand Youthé - Bertrand Babemo |